# ヒュー・オブライエン
ヒュー・オブライエン（Hugh O'Brian、本名：Hugh Charles Krampe, 1925年4月19日 - 2016年9月5日）は、アメリカの俳優である。

## 経歴
ニューヨーク州ロチェスター生まれ。かつてロック・ハドソンやチャールトン・ヘストン、アン・マーグレットといったスターも在籍したイリノイ州のニュー・トライアー・ハイスクールに学び、その後ケンパー・ミリタリー・スクールに入校した。ここではアメフト、バスケットボール、レスリング、そしてトラック競技に打ち込み、優秀選手となった。のちにシンシナティ大学に入ったが、第二次世界大戦が始まり、海兵隊に入隊するため1学期で退学する。海兵隊では、史上最年少の17歳で訓練教官となった。大戦後はUCLAで勉強するためにロスアンジェルスに移ったが、ここでアイダ・ルピノの目に留まって、映画『Never Fear』でデビューした。
1955年に米ABCの『保安官ワイアット・アープ』に出演。同じ年に始まった『ガンスモーク』と並んで、大人の西部劇としての地位を確立した。この番組はは7年間続き、その間テレビ番組のトップ10を保ち続けた。オブライエンは他にも『ザ・グレイテスト・ショー・オン・アース』に出演、『パスワード』『ホワッツ・マイ・ライン？』のゲスト回答者としても活躍した。また『ペリー・メイスン』に、主演のレイモンド・バーが緊急入院で出演できなかった時、代役の弁護士を演じた。
映画にも多く出演したが、中でもジョン・ウェイン最後の作品となった『ラスト・シューティスト』への出演は大きな転機となった。1990年の『ガンズ・オブ・パラダイス』と、1991年の『ザ・ギャンブラー・リターンズ ザ・ラック・オブ・ドロー』で再びワイアット・アープの役を演じ、かつて『保安官ワイアット・アープ』で共演したジーン・バリーも、当時と同じバット・マスターソンの役を演じた。また、1988年公開の『ツインズ』では、双子の兄弟にDNAを提供する人物として出演した。
ハリウッド・ウォーク・オブ・フェームに名前が刻まれた。1992年には、西部劇俳優の殿堂入りをした

。
2016年9月5日に、カリフォルニア州ビバリーヒルズの自宅で死去。

## エピソード
- 1965年（昭和40年）10月に来日している。
- 1975年に4月1日に、ラスベガスでのエルヴィス・プレスリーの公演で紹介されたことがある。この時の様子は、ライブCD『エイプリル・フール・ディナー』に収められている[7]。
- 2006年6月25日、81歳で人生で初めての結婚をした[1]。
- HOBY（Hugh O'Brien Youth Leadership）という非営利団体を主宰している。全米50州と20カ国の高校生を対象に、ジョージ・ワシントン大学の講義を聞く機会を与えている。1958年にアフリカを訪れた際の、アルベルト・シュヴァイツァー博士の「一番大事なのは、若者が自分自身について考えるための教育である」という言葉に感銘を受けたと言われている[8]。

## 主な出演作品

### 映画
| 公開年 | 邦題 原題                                                       | 役名                         | 備考           |
| ------ | --------------------------------------------------------------- | ---------------------------- | -------------- |
| 1950   | 火星探険 Rocketship X-M                                         | ハリー                       |                |
| 1950   | 誇りを汚すな The Return of Jesse James                          | レム・ヤンガー               |                |
| 1951   | 復讐の谷 Vengeance Valley                                       | ディック                     |                |
| 1951   | 壮烈！敵前上陸 Fighting Coast Guard                             | トム・ピーターソン           |                |
| 1952   | シマロン・キッド The Cimarron Kid                               | レッドバック                 |                |
| 1952   | アリババの復讐 Son of Ali Baba                                  | フセイン                     |                |
| 1953   | 決斗!一対三 The Lawless Breed                                   | アイク                       |                |
| 1953   | 最後の酋長 Seminole                                             | カジャック                   |                |
| 1953   | 平原の待伏せ The Man from the Alamo                             | ラマー                       |                |
| 1953   | 大雪原の決闘 Back to God's Country                              | フランク・ハドソン           |                |
| 1954   | サスカチワンの狼火 Saskatchewan                                 | カール・スミス               |                |
| 1954   | 折れた槍 Broken Lance                                           | マイク                       |                |
| 1955   | 白い羽根 White Feather                                          | アメリカン・ホース           |                |
| 1956   | 荒野の宿敵 The Brass Legend                                     | ウェイド・アダムス保安官     |                |
| 1958   | 荒野の悪魔 The Fiend Who Walked the West                        | ダニエル・スレイド・ハーディ |                |
| 1963   | 翼のリズム Come Fly with Me                                     | レイ・ウィンズリー           |                |
| 1965   | アカプルコの出来事 Love Has Many Faces                          | ハンク・ウォーカー           |                |
| 1965   | 危険な道 In Harm's Way                                          |                              | クレジットなし |
| 1965   | 姿なき殺人者 Ten Little Indians                                 | ヒュー・ロンバード           |                |
| 1966   | 復讐戦線 Ambush Bay                                             | スティーヴ                   |                |
| 1967   | 野獣狩り カウボーイ・スタイル Africa: Texas Style               | ジム・シンクレア             |                |
| 1970   | じゃじゃ馬西部を行く Wild Women                                 | キリアン                     | テレビ映画     |
| 1971   | 鷲が翔んだ Harpy                                                | ピーター                     | テレビ映画     |
| 1972   | SFコンピューターマン Probe                                      | ヒュー・ロックウッド         | テレビ映画     |
| 1975   | ファラ・フォーセットの スカイパニック Murder on Flight 502      | ダニエル                     | テレビ映画     |
| 1976   | ダイヤモンドの犬たち Killer Force                               | ルイス                       |                |
| 1976   | ラスト・シューティスト The Shootist                             | プルフォード                 |                |
| 1977   | ワールドシリーズ殺人事件 Murder at the World Series             |                              | テレビ映画     |
| 1978   | 呪われた航海/悪魔の連続殺人!死を呼ぶ黄金の棺 Cruise Into Terror | アンディ                     | テレビ映画     |
| 1978   | 死亡遊戯 Game of Death                                          |                              |                |
| 1988   | ツインズ Twins                                                  | グランジャー                 |                |

### テレビシリーズ
| 放映年    | 邦題 原題                                                         | 役名                 | 備考                |
| --------- | ----------------------------------------------------------------- | -------------------- | ------------------- |
| 1955-1961 | 保安官ワイアット・アープ The Life and Legend of Wyatt Earp        | ワイアット・アープ   | 224エピソードに出演 |
| 1963      | ザ・グレイテスト・ショー・オン・アース The Greatest Show on Earth | グレイヴ             |                     |
| 1972-1973 | プローブ捜査指令 Search                                           | ヒュー・ロックウッド | 8エピソードに出演   |